# Eka (Cameroun)
Pour les articles homonymes, voir EKA.
Eka est l'un des villages de la commune de Widikum-Boffe, département de la Momo de la région du Nord-Ouest du Cameroun.

## Organisation
Eka est divisé en sept quartiers : Eka center, Ebom, Bisam, Bunti, Moungo, Mboko et Bisongayaung.

## Population
Au dernier recensement de 2005, le village comptait 1 772 habitants, dont 881 hommes et 891 femmes. En 2011, la population est estimée à 8 000 habitants dont 2 000 hommes, 2 200 femmes, 2 200 jeunes et 1 600 enfants.

## Zone protégée
La forêt de Menka, aussi nommée Ekaw, est protégée par décision de la commune.